# Fannia coracina
Fannia coracina är en tvåvingeart som först beskrevs av Friedrich Hermann Loew 1873.  Fannia coracina ingår i släktet Fannia och familjen takdansflugor. Arten är reproducerande i Sverige. Inga underarter finns listade i Catalogue of Life.